# チャールズ・ハンフリーズ
チャールズ・ハンフリーズ（英: Charles Humphreys、1714年9月19日-1786年3月11日）は、アメリカのペンシルベニア植民地ヘイバーフォード出身の製粉業者、政治家である。
1774年から1776年まで大陸会議のペンシルベニア植民地代表を務めた。アメリカ独立宣言の採択の時は、それが独立戦争を拡大することを不可避にすると考え、信仰するクエーカー教の教えに反するので、反対票を投じた。独立宣言採択から間もなく大陸会議から身を引いた。